# Dante Lavelli
Dante Bert Joseph Lavelli, detto Gluefingers (Hudson, 23 febbraio 1923 – Cleveland, 20 gennaio 2009), è stato un giocatore di football americano statunitense che ha giocato nel ruolo di end per tutta la carriera con i Cleveland Browns nella All-America Football Conference (AAFC) e nella National Football League (NFL). Al college ha giocato a football all’Università statale dell'Ohio. È stato inserito nella Pro Football Hall of Fame nel 1975.

## Carriera professionistica

### Cleveland Browns
Lavelli iniziò la propria carriera professionistica nel 1946 nella appena formata AAFC. A fianco del quarterback Otto Graham, al fullback Marion Motley, al placekicker Lou Groza e al compagno ricevitore Mac Speedie, Lavelli fu una delle stelle della squadra che vinse sette campionati nello spazio di undici anni, i primi 4 nella AAFC e altri 3 quando i Browns confluirono nella più stabile NFL. Lavelli era noto per le sue mani affidabili e per le sue improvvisazioni sul campo di gioco. Inoltre era famoso per la sua abilità di compiere le giocate decisive nei momenti critici, guadagnandosi il soprannome di "Mr. Clutch". "Lavelli aveva una delle paia di mani più forti che abbia mai visto" disse il leggendario allenatore dei Browns Paul Brown una volta di lui. Lavelli, che contribuì alla formazione della Associazione dei Giocatori della NFL, si ritirò dopo la stagione 1956.

## Palmarès
- (3) Campione NFL (1950, 1954, 1955)
- (4) Campione AAFC (1946, 1947, 1948, 1949)
- (3) Pro Bowl (1951, 1953, 1954)
- (3) First-team All-Pro (1946, 1947, 1953)
- (2) Second-team All-Pro (1948, 1949)
- Leader della AAFC in yard ricevute (1946)
- Formazione ideale della NFL degli anni 1940
- Pro Football Hall of Fame

## Statistiche
| Ricezioni              | 386   |
| Yard su ricezione      | 6 488 |
| Touchdown su ricezione | 62    |